# 北京地铁DK20型电动客车
北京地铁DK20型电动客车是北京地铁的电动客车车款之一，现在已经退出运营。

## 简介
DK20型一共42辆，于1994年生产，在1号线运营，每节车厢共4对车门，为内藏门，列车两端拥有紧急出口，牵引系统为牵引20段+制动18段。列车于2004年在北京地铁车辆厂进行了翻新，外部由白色涂装变为了银灰色涂装。列车在退出运营前，配属于古城车辆段。
2012年4月12日，DK20型与BD2型列车一同正式退出了运营，至此北京地铁正在运营的列车全部为空调车。

## 编组
|          | DK20 ←苹果园方向四惠东方向→ |           |           |           |           |            |
| 車廂編號 | 1                           | 2         | 3         | 4         | 5         | 6          |
| 集電靴   | 有                          | 有        | 有        | 有        | 有        | 有         |
| 形式區分 | G1XX1 (Mc)                  | G1XX2 (M) | G1XX3 (M) | G1XX4 (M) | G1XX5 (M) | G1XX6 (Mc) |
| 动力单元 | 单元1                       | 单元1     | 单元1     | 单元2     | 单元2     | 单元2      |
| 其他設備 |                             |           |           |           |           |            |
| 安裝機器 |                             |           |           |           |           |            |
| 車輛重量 |                             |           |           |           |           |            |
| 載客量   | 228人                       | 247人     | 247人     | 247人     | 247人     | 228人      |

## 车辆保存
- G1086，被中铁一局新运公司乌鲁木齐地铁1号线轨道01标项目部用作冷滑实验车[2]。
- G1121、G1122，曾被用作冷滑实验车，2020年被古城车辆段翻新。
- G1123、G1124、G1126、G1131，封存于古城车辆段不落轮镟库[3]。
- G1125，封存于古城车辆段试车线。
- G1135、G1136，位于湖南铁路科技职业技术学院石峰校区[4]
- G1141，封存于四惠车辆段[5]。
- G1142，保存于吉林铁道职业技术学院[6]。
- G1145、G1146，保存于北京交通职业技术学院。

## 资料来源
1. ↑  人民网:北京地铁“闷罐车”退役 多数老车将被拍卖 （页面存档备份，存于） 2012年4月13日查看
2. ↑   http://www.ditiezu.com/thread-539761-1-1.html. 缺少或|title=为空 (帮助)[]
3. ↑  . www.bilibili.com.   [2023-09-12] （中文（简体））.
4. ↑  . www.0737gj.com.   [2022-08-12]. （原始内容存档于2021-11-23）.
5. ↑  . www.bilibili.com （中文（简体））.
6. ↑  . jwc.jtpt.cn.   [2022-08-12]. （原始内容存档于2022-08-12）.